# Rejon jurborski
Rejon jurborski (lit. Jurbarko rajono savivaldybė) – rejon w zachodniej Litwie.